# Igreja Presbiteriana de Gales
A Igreja Presbiteriana de Gales (IPG) (em inglês:  Presbyterian Church of Wales), também conhecida como Igreja Metodista Calvinista de Gales, é uma denominação  reformada presbiteriana no País de Gales, formada em 1823, por um grupo de igrejas que se separou da Igreja da Inglaterra em 1811.

## História

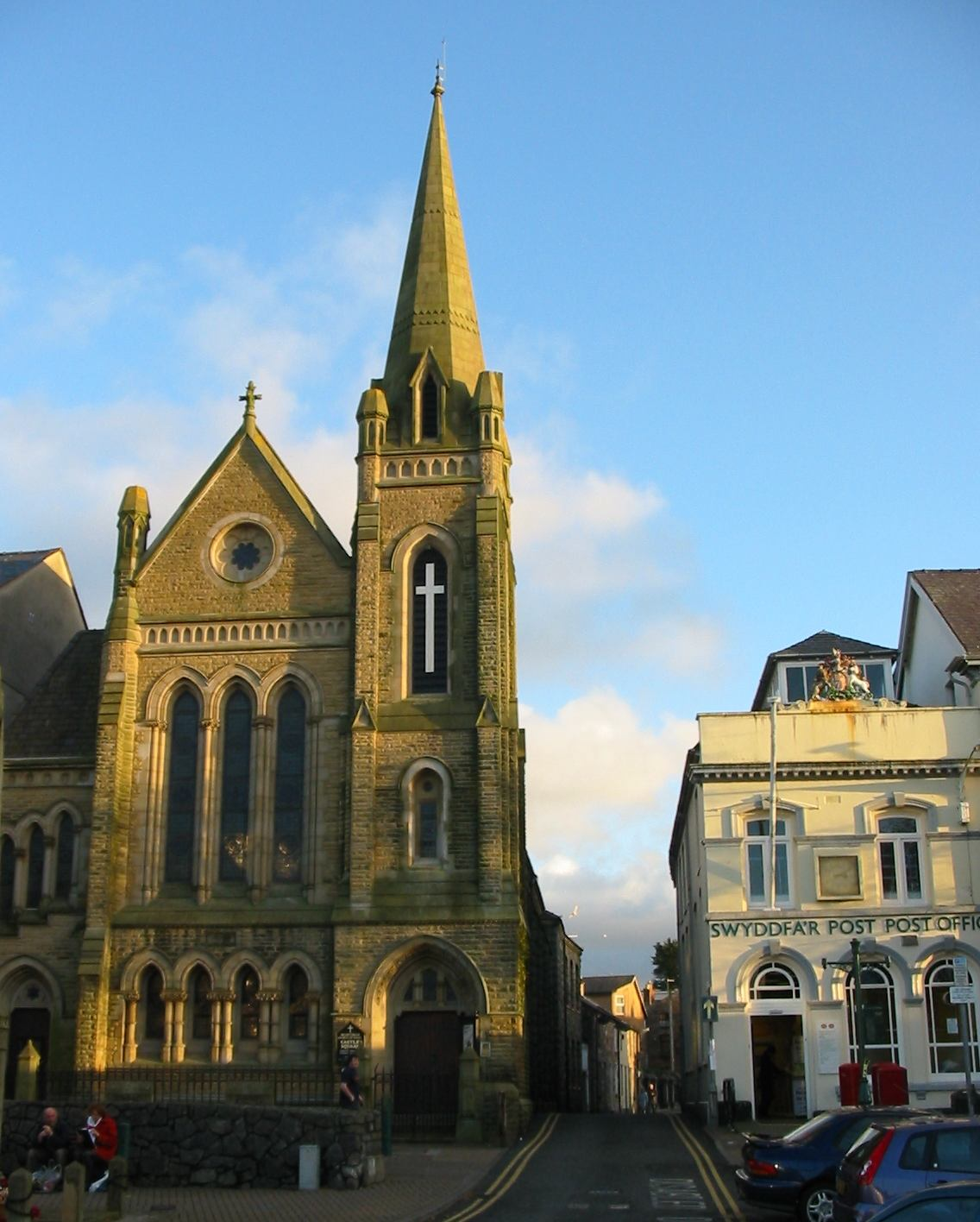
Igreja Presbiterina em Caernarfon, País de Gales.

A igreja teve início a partir do Avivamento Metodista Galês. Seus fundadores (tanto clérigos quanto leigos) eram membros da Igreja da Inglaterra. Entre 1735-1752, a partir da pregação de George Whitefield, Daniel Rowland, William Williams Pantycelyn e Howell Harris, foram estabelecidas sociedades religiosas, semelhantes às sociedades metodistas fundadas na Inglaterra por John Wesley, em todas as partes do País de Gales. Estas sociedades estavam sob a responsabilidade de exortadores leigos, e superintendentes leigos e clericais supervisionaram o trabalho. Todavia, as sociedades metodistas no País de Gales se diferenciavam das inglesas por adotarem o Calvinismo em vez do Arminianismo que era majoritário nas sociedades sob influência de John Wesley.
Em 1811 foram ordenados vários exortadores, de forma que o movimento se separou da Igreja da Inglaterra. Em 1832, a Conexão Metodista Calvinista (o primeiro nome da denominação) formulou sua confissão de fé, regras e disciplina, constituição e governo da igreja. Em geral, a nova Conexão era presbiteriana na política. A primeira assembleia geral da igreja foi realizada em 1864.
No século XX, o nome foi mudado para Igreja Metodista Calvinista de Gales ou Igreja Presbiteriana de Gales. Em 1933, a constituição alterada foi adotada e recebeu a aprovação do parlamento.
A partir do seu trabalho missionário, a IPG foi responsável pela fundação da Igreja Presbiteriana da Índia e diversas outras igrejas na Ásia Meridional.

## Doutrina
A igreja denominação ordena mulheres desde 1979. Diferente de outras denominações presbiterianas, não adota a Confissão de Fé de Westminster, mas sim outra confissão de fé, baseada no Credo dos Apóstolos e na primeira pergunta do Breve Catecismo de Westminster.
Em 2013, a denominação respondeu a consulta sobre a benção a uniões entre pessoas do mesmo sexo. Em resposta, decidiu não ter uma doutrina oficial sobre o assunto, permitindo que cada congregação local tenha a sua prática em relação a abençoar ou não uniões entre pessoais do mesmo sexo. Tal posicionamento levou a protesto de parte de seus membros e a renúncia de oficiais da denominação, que viram, nesta decisão, a permissão para a celebração de casamentos entre pessoas do mesmo sexo.

## Relações intereclesiásticas
É membro do Conselho Mundial de Igrejas e Comunhão Mundial das Igrejas Reformadas.